# Tow Kalleh
Tow Kalleh (persiska: تو کله) är en ort i Iran.   Den ligger i provinsen Mazandaran, i den norra delen av landet, 140 km norr om huvudstaden Teheran. Tow Kalleh ligger 3 meter över havet och antalet invånare är 213.
Terrängen runt Tow Kalleh är platt åt nordost, men åt sydväst är den kuperad. Runt Tow Kalleh är det ganska tätbefolkat, med 116 invånare per kvadratkilometer. Närmaste större samhälle är Tonekābon, 7,7 km öster om Tow Kalleh. I omgivningarna runt Tow Kalleh växer i huvudsak blandskog.